# Кухтин, Фёдор Павлович
Фёдор Павлович Кухтин — советский хозяйственный, государственный и политический деятель, Герой Социалистического Труда.

## Биография
Родился в 1915 году в селе Копкуль. Член КПСС с 1939 года.
С 1934 года — на хозяйственной, общественной и политической работе. В 1934—1971 гг. — тракторист, механик Копкульской машинно-тракторной станции, красноармеец, младший командир, политрук батареи, участник боёв на реке Халхин-Гол, участник Великой Отечественной войны, военком артиллерийского дивизиона 51-го гвардейского артиллерийского полка 3-й гвардейской мотострелковой дивизии, начальник штаба 5-го армейского пушечного артиллерийского полка, командир дивизиона в 141-й армейской пушечной артиллерийской бригаде, директор совхоза «Привольный», директор Воронкинской и Раздольненской МТС, директор совхоза «Присивашный», директор зерносовхоза «Большевик», директор Орджоникидзевского совхоза Орджоникидзевского района Кустанайской области, директор Орджоникидзевского треста совхозов, первый секретарь Камышнинского райкома КП Казахстана, директор совхоза «Кировский» Черноморского района Крымской области.
Указом Президиума Верховного Совета СССР от 11 января 1957 года присвоено звание Героя Социалистического Труда с вручением ордена Ленина и золотой медали «Серп и Молот».
Избирался депутатом Верховного Совета Казахской ССР 4-го созыва.
Умер в селе Кировском в 1971 году.